# Halbfass
Das Halbfass war ein österreichisches Volumenmaß für Bier.
Das Fass hatte einen Inhalt von 2 Biereimern. Es war 2 ½ Fuß lang, der Bodendurchmesser betrug 18, der Mittendurchmesser 22 Zoll.
- 1 Halbfaß = 120,276329 Liter

Die Maßkette war:
- 1 Fass Bier = 2 Halbfass = 4 Biereimer = 170 Maß = 12.126,840678 Pariser Kubikzoll = 240,552658 Liter